# РБУ-1200

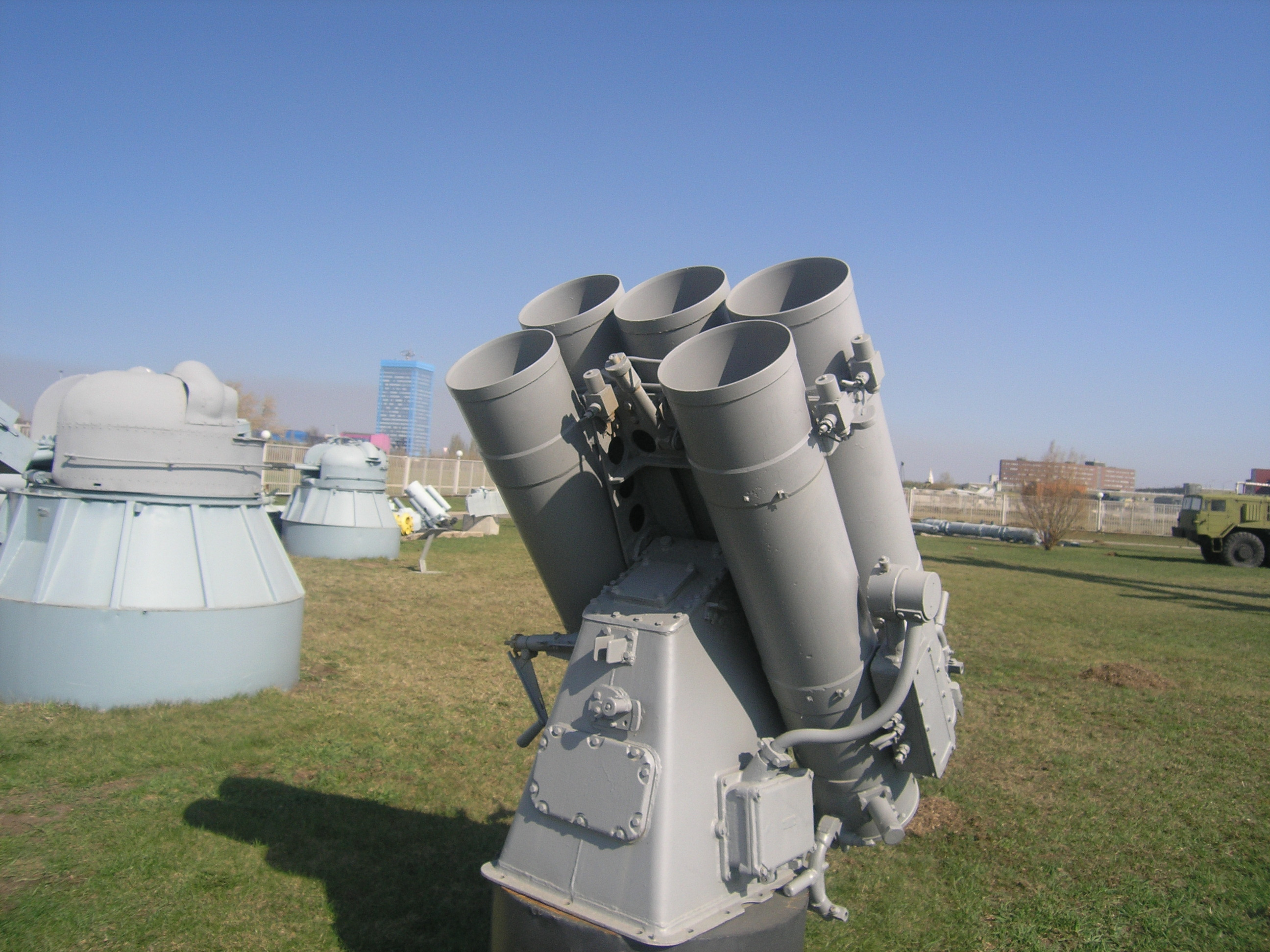
Установка в Техническом музее Тольятти

РБУ-1200 (реактивно-бомбомётная установка-1200, словесное название «Ураган») — советский реактивный морской бомбомёт со стационарной наводящейся в вертикальной плоскости установкой с пятью стволами. Предназначен для уничтожения подводных лодок и атакующих торпед противника.

## Разработка
С 1950 году отделом А. А. Богатова разрабатывалась реактивная глубинная бомба РГБ-12, Постановлением Совета Министров № 648—327 от 26 февраля 1953 г. и приказом МСХМ № 136 от 5.03.1953 г. рекомендована к принятию на вооружение. Разработана НИИ-1. Система была принята на вооружение 26 марта 1953 года и поступила на вооружение ВМФ СССР в 1955 году. Благодаря отсутствию отдачи при стрельбе РБУ-1200 могла устанавливаться на кораблях (катерах) относительно небольшого водоизмещения.

## Описание
Пусковая установка РБУ-1200 — стабилизированная. Дальность стрельбы меняется за счёт угла возвышения пусковой установки (угол вертикального наведения может изменяться от 0 до 51 градуса). Наведение обеспечивается за счёт усилий дистанционно синхронных силовых электроприводов с угловой скоростью 18 град/с. Угол заряжания составлял 40 градусов. Горизонтальное наведение установки не предусмотрено, что является её серьёзным недостатком. Эллипс рассеивания залпа — 70х120 метров.

## Носители
Система РБУ-1200 размещалась на малых противолодочных кораблях проекта 201, тральщиках проекта 266 и 266-М, на Малых противолодочных кораблях проекта 122А и 122.БИС, а также других кораблях.

## Реактивная глубинная бомба — РГБ-12
Бомба является неуправляемым реактивным снарядом с фугасной боевой частью. Общая длина бомбы — 1240 мм, диаметр корпуса — 252 мм, при общем весе 73 кг из которых 32 кг приходятся на взрывчатое вещество, что позволяет гарантированного уничтожать подводные цели в радиусе 6 м. Бомба имеет твердотопливный реактивный двигатель и совершает полет по баллистической траектории с дальностью стрельбы от 400 до 1200 м. Бомба имела контактный взрыватель К-3, К-3М или комбинированный контактно-дистанционный взрыватель КДВ. В отличие от взрывателей К-3 и К-ЗМ взрыватель КВД обеспечивал дистанционный взрыв на глубинах от 10 до 330 м и контактный взрыв при ударе о ПЛ или о грунт на глубинах от 25 до 330 м.обеспечивающий подрыв боевой части при ударе о цель или на заранее установленной глубине от 30 до 350 м 